# Alejandro Sabella
Alejandro Javier Sabella [alechandro chavijer sabela][zdroj⁠?!] (5. listopadu 1954 Buenos Aires, Argentina – 8. prosince 2020 Buenos Aires) byl argentinský fotbalový záložník. Naposledy působil jako trenér, od roku 2011 vedl národní tým Argentiny, se kterým se kvalifikoval na MS 2014 v Brazílii. Po světovém šampionátu v červenci 2014 z funkce trenéra odstoupil.

## Klubová kariéra
Alejandro Sabella hrál profesionálně v Argentině v CA River Plate, Club Ferro Carril Oeste a Estudiantes de La Plata. V Anglii hrál za Sheffield United FC a Leeds United AFC. V roce 1985 hostoval půl sezony v brazilském Grêmio Foot-Ball Porto Alegrense. Kariéru zakončil v mexickém Irapuato FC v roce 1989.

## Reprezentační kariéra
Za A-mužstvo Argentiny nastupoval v letech 1983 až 1984, celkem odehrál osm zápasů, branku nevstřelil.

## Trenérská kariéra
Poté co Argentina vypadla na domácím turnaji Copa América 2011 ve čtvrtfinále na penalty pozdějším vítězem Uruguayí, byl ustanoven novým hlavním koučem národního týmu, vystřídal u kormidla Sergio Batistu.
S národním týmem se dokázal kvalifikovat na Mistrovství světa 2014 v Brazílii. Na turnaji mužstvo dovedl do finále proti Německu. Argentina předváděla na šampionátu hru na jistotu, sázela na obranu. Do finále se propracovala po pěti těsných výhrách o jednu branku a po penaltovém rozstřelu s Nizozemskem. Ve finále s Německem Argentina prohrála 0:1 v prodloužení a získala stříbrné medaile. Po světovém šampionátu v červenci 2014 z funkce hlavního trenéra odstoupil.